# 能力再開発訓練
能力再開発訓練（のうりょくさいかいはつくんれん）とは、新たに職業に就こうとする離職者や転職者などを対象に、新たな職業に必要な技能及び知識を習得させ、技能労働者としての新たな能力を開発する訓練である。1968年（昭和44年）に制定された職業訓練法に規定された職業訓練体系の一つであったが、1992年（平成4年）の職業能力開発促進法の改正で訓練体系が再編されたことにより、以降は用いられなくなった。

## 昭和44年制定の職業訓練法

### 職業訓練の体系
養成訓練、向上訓練、能力再開発訓練、再訓練、指導員訓練の5種類が規定されていた。

### 職業訓練の施設
能力再開発訓練は、以下の公共職業訓練施設で実施されていた。
- 専修職業訓練校（専修訓練課程の養成訓練、向上訓練、能力再開発訓練、再訓練、事業主等の行う職業訓練）
- 高等職業訓練校（高等訓練課程の養成訓練、向上訓練、能力再開発訓練、再訓練、事業主等の行う職業訓練）
- 身体障害者職業訓練校（上記の施設で職業訓練を受けることが困難な身体障害者等に対する職業訓練）

## 昭和49年改正の職業訓練法

### 職業訓練の体系
養成訓練、向上訓練、能力再開発訓練、再訓練、指導員訓練の5種類が規定されていた。

### 職業訓練の施設
能力再開発訓練は、以下の公共職業訓練施設で実施されていた。
- 専修職業訓練校（専修訓練課程の養成訓練、向上訓練、能力再開発訓練、再訓練、事業主等の行う職業訓練）
- 高等職業訓練校（高等訓練課程の養成訓練、向上訓練、能力再開発訓練、再訓練、事業主等の行う職業訓練）
- 身体障害者職業訓練校（上記の施設で職業訓練を受けることが困難な身体障害者等に対する職業訓練）
- 職業訓練短期大学校（特別高等訓練課程の養成訓練、向上訓練、能力再開発訓練、再訓練）
- 技能開発センター（向上訓練、能力再開発訓練、再訓練）

## 昭和53年改正の職業訓練法

### 職業訓練の体系
養成訓練、向上訓練、能力再開発訓練の3種類が規定されていた。これまで規定されていた指導員訓練は、以降は職業訓練の体系とは区別して規定されることになった。また、同様にこれまで規定されていた再訓練は、向上訓練に含まれることになった。

### 職業訓練の施設
能力再開発訓練は、以下の公共職業訓練施設で実施されていた。
- 職業訓練校（養成訓練、向上訓練、能力再開発訓練）
- 技能開発センター（向上訓練、能力再開発訓練）
- 身体障害者職業訓練校（上記の施設で職業訓練を受けることが困難な身体障害者等に対する養成訓練、向上訓練、能力再開発訓練）

## 昭和60年改正の職業訓練法
この改正により、法律の題名が職業能力開発促進法と改められた。

## 平成4年改正の職業能力開発促進法

### 職業訓練の体系
これまでの体系が対象者の属性別であったのに対して、本改正により、習得させようとする技能及び知識の程度と期間に基づく体系に改められた。程度においては、普通職業訓練と高度職業訓練、期間においては、長期間及び短期間に区分された。これにより、能力再開発訓練は廃止され、法令上は規定されなくなった。
2010年現在では、法令上の規定はないが離職者訓練、離転職者訓練、求職者訓練という名称で、公共職業能力開発施設で実施されている。

## 実施事例

### 日本監督士協会
一般社団法人の日本監督士協会は、その定款において、技能・人格・識見ともにすぐれた近代的管理能力と国際的視野を有する監督者（工場，事業場において，職長・組長等としてその従業員の指導監督に当
たる者をいう。）の能力再開発のための各種訓練の実施するとしている。

### 富山県射水市
富山県射水市では、射水市離職者能力再開発訓練奨励金を交付している。